# Indywidualne Mistrzostwa Szwecji na Żużlu 1967
Indywidualne Mistrzostwa Szwecji na Żużlu 1967 – cykl turniejów żużlowych, mających wyłonić najlepszych żużlowców szwedzkich. Tytuł wywalczył Ove Fundin (Kaparna Göteborg). 

## Finał
- Göteborg, 10 października 1967

| Msc. | Zawodnik           | Klub                 | Pkt   |  |  |
| ---- | ------------------ | -------------------- | ----- |  |  |
| 1    | Ove Fundin         | Kaparna Göteborg     | 14    |  |  |
| 2    | Bo Josefsson       | Njudungarna Vetlanda | 13    |  |  |
| 3    | Torbjörn Harrysson | Vargarna Norrköping  | 12 +3 |  |  |
| 4    | Bengt Brannefors   | Kaparna Göteborg     | 12 +2 |  |  |
| 5    | Leif Enecrona      | Getingarna Sztokholm | 11    |  |  |
| 6    | Bengt Jansson      | Getingarna Sztokholm | 10    |  |  |
| 7    | Hans Holmqvist     | Taxarna Sztokholm    | 9     |  |  |
| 8    | Bengt Larsson      | Örnarna Mariestad    | 7     |  |  |
| 9    | Bernt Persson      | Smederna Eskilstuna  | 6     |  |  |
| 10   | Anders Michanek    | Getingarna Sztokholm | 6     |  |  |
| 11   | Therje Henriksson  | Lejonen Gislaved     | 5     |  |  |
| 12   | Per Olof Söderman  | Vargarna Norrköping  | 5     |  |  |
| 13   | Olle Nygren        | Vargarna Norrköping  | 3     |  |  |
| 14   | Tommy Berqvist     | Taxarna Sztokholm    | 3     |  |  |
| 15   | Conny Samuelsson   | Njudungarna Vetlanda | 2     |  |  |
| 16   | Willy Friberg      | Lejonen Gislaved     | 1     |  |  |